# Борислав Милич
Борислав Милич (серб. Борислав Милић; 20 жовтня 1925, Белград - 28 травня
1986 там само) – сербський шахіст i журналіст, гросмейстер від 1977 року.

## Шахова кар'єра
У 1950-х роках належав до провідних югославських шахістів, двічі взявши участь у шахових олімпіадах (1952 року здобув бронзову, a 1956 року — срібну медаль), а також двічі — в командному чемпіонаті Європи (у 1957 i 1961 роках обидва рази здобув срібні медалі). Неодноразово брав участь у фіналах індивідуальних чемпіонатах Югославії, найкращий результат показав у таких роках: 1945 (4-те місце), 1951 (4-те місце), 1952 (3-5-те місця), 1953 (4-6-те місця), а також 1959 (4-7-ме місця).
До міжнародних успіхів Борислава Милича належать:
- посів 2-ге місце в Белграді (1950),
- поділив 2-ге місце в Дортмунді (1951, позаду Альберіка О'Келлі, разом з Андрією Фудерером),
- поділив 2-ге місце у Відні (1951/52, після Германа Пілника, разом з Александром Матановичем i Йозефом Локвенцом),
- поділив 2-ге місце в Белграді (1952, позаду Германа Пільника, разом з Андрією Фудерером),
- посів 1-ше місце в Бевервейку (1955),
- посів 2-ге місце в Любляні (1955, позаду Ніколи Караклаїча),
- посів 1-ше місце в Криниці (1956),
- поділив 1-ше місце в Мадриді,
- поділив 3-тє місце в Сараєво (1961, за Светозаром Глігоричем i Людеком Пахманом, разом з Міланом Матуловичем),
- посів 3-тє місце в Амстердамі (1965, турнір IBM-B, позаду Дьордьом Сіладьї i Теодором Гіцеску),
- поділив 3-тє місце в Белграді (1967, після Ратміра Холмова i Бруно Парми, разом з Анатолієм Биховським).

1967 року завершив виступи на шахових турнірах і присвятив себе шаховій журналістиці. Один із засновників Шахового інформатора, в якому був редактором відділів комбінації та ендшпілю. Виконував також функції генерального секретаря Шахової федерації Югославії.
1952 року ФІДЕ надала йому звання міжнародного майстра, крім того 1977 року – почесне звання гросмейстера (за виступи в минулому). За даними ретроспективного рейтингу Chessmetrics, найвище в ньому перебував 1954 року, досягнувши 2623 очки посідав тоді 40-ве місце у світі.